# Далекосхідна хвиля

Презентація «Далекосхідної хвилі» у Москві. Бібліотека української літератури

«Далекосхі́дна хви́ля» — літературно-художній журнал української Федерації творчості та здоров'я «Єрофей» у Хабаровську (Росія). Видається у видавництві «Екумена». Засновано у 2007 р. Виходить щоквартально.

## Автори концепції
- Олександр Лозиков, член Спілки письменників Росії,
- Вадим Оліфіренко, член Національної Спілки письменників України та Українського культурологічного центру (Донецьк).

За період 2007—2014 рр. видано 33 числа журналу.

## Адреса редакції
680000, РФ, Хабаровськ, провулок Дяченка, 7 «а», Хабаровська письменницька організація.